# Spělov (výhybna)
Spělov (nebo též Výh Spělov) je výhybna, která leží u vesnice Spělov na katastru Dolní Cerekev. Nachází se v km 74,038 trati Havlíčkův Brod – Veselí nad Lužnicí mezi stanicí Batelov a zastávkou Dolní Cerekev.

## Historie
V roce 2021 Správa železnic plánovala, že v letech 2023-2024 proběhne instalace nového zabezpečovacího zařízení a výhybna pak měla být ovládána dálkově. V roce 2025 byla realizace naplánována na rok 2027 s tím, že Spělov pak bude dálkově ovládán z Batelova.

## Popis výhybny
Ve výhybně jsou dvě dopravní koleje o užitečných délkách 694 m (kolej č. 1) a 707 m (kolej č. 2). U koleje č. 1 je vybudováno sypané nástupiště o délce 20 metrů, které slouží jen pro služební účely. Výhybna je vybavena elektromechanickým zabezpečovacím zařízením s ústředním stavědlem, které ovládá místně výpravčí z dopravní kanceláře. Návěstidla jsou světelná, výhybky jsou ovládány drátovody. Přilehlý traťový úsek do Batelova je vybaven reléovým traťovým souhlasem s počítači náprav, úsek do Kostelce u Jihlavy pak reléovým poloautomatickým blokem.